# Bojan Tomović
Bojan Tomović (Sombor, 25. studenog 1982.), crnogorski turbofolk izvođač.

## Životopis

### Mladost
Bojan Tomović je rođen 25. studenog 1982. u Somboru u AP Vojvodini, u Srbiji a odrastao je u Kuršumliji gdje je završio osnovnu i srednju glazbenu školu. 1996., 1997. i 1998. godine Bojan pobjeđuje na putujućem festivalu dječje glazbe "Prolećna pesma" i s 14 godina nastupa u beogradskom Domu sindikata, Novosadskom Spensu, Prištini, u Narodnom kazalištu u Užicu, Kladovu, Leskovcu, Jagodini, Boru i Čačku. Osvaja Zlatni Glas Festivala (nagrada za najbolju interpretaciju), nagrade publike, a u to vrijeme autori njegovih pjesama su Rade Vučković i Neša Galija. "Bliži se toplo leto", "Moj deda Solunac", "Gramatika" neke su od Bojanovih dječjih pjesama, zbog kojih je tada bio nagrađivan. Slično kao s "Prolećnom pesmom", Bojan nastupa i na raznim narodnjačkim festivalima u Somboru, Kuršumliji, Prolom Banji, gdje također pobjeđuje i osvaja nagrade publike.

### Početak karijere
2002. godine Bojan dolazi u Beograd (Zemun), upisuje turizam i počinje nastupati po Beogradskim splavovima, ali i raznim Vojvođanskim klubovima, u Novom Sadu, Odžacima, Ratkovu, Kuršumliji itd. 2003. i 2004. godine sve više komponira i piše tekstove za pjesme koje će se naći na njegovom prvom albumu. Krajem 2004. Bojana je u Grandu predstavila Divna Karleuša. Bojan se s vodećim ljudima Granda brzo dogovorio o suradnji i sve je bilo spremno za prvi album. Tada su Saša Popović, Bojan i njegov producent Sonja Mitrović Hani izabrali osam najboljih pjesama i uvrstili ih na Bojanov prvijenac, koji je izašao u travnju 2005.
Album je postigao veliki uspjeh, a hitovi su: "S prijateljima na sto", "Na distanci", "Plava Motorola", "Nisam te zaboravio", "Ode jedna dođu dve"... Uspjehu je doprinio i Bojanov tinejdžerski imidž. Bojan kreće na svoju prvu promotivnu turneju po Srbiji, Bosni i Hercegovini, Crnoj Gori, Austriji, Švicarskoj itd. Krajem 2005. u Crnoj Gori obara rekorde po posjećenosti nastupa (Bijelo Polje, Nikšić, Pljevlja, Danilovgrad), zatim u Srbiji (Mladenovac, Surdulica, Trstenik, Kruševac, Beočin, Bačka Palanka, Bački Petrovac, Starčevo, Bačka Topola), u Bosni i Hercegovini (Pale, Teslić, Bosanska Gradiška), a početkom 2006. održao je veliki koncert u Zürichu. Već u lipnju 2006. izlazi drugi Bojanov album, pod nazivom "Ko to tamo peva", također u produkciji Granda i studija Pink. Pjesme: "Ko je taj" i "Nemoj da me ostaviš" ubrzo postaju hitovi, a album biva duplo tiražniji nego prvi. U Zemunu, snima spot za pjesmu "Ko to tamo peva".
Svibnja 2007. promovirao je svoj novi singl, Crnogorsku pjesmu "Jela", koja u Crnoj Gori i Bosni i Hercegovini ubrzo postaje mega hit, ali u Srbiji ta pjesma baš i nije najbolje prihvaćena, zbog tamošnje političke situacije. Bojan se na nekoliko mjeseci povlači iz javnosti, odlazi u Kuršumliju i u Crnu Goru. Održava dosta humanitarnih koncerata u Novom Sadu, Temerinu, Beogradu, a za doček 2008. nastupa u Bijeljini na Gradskom trgu, gdje više od 10000 ljudi pjeva s Bojanom njegove najbolje hitove.
S novim suradnicima Bojan priprema novi, treći album, čiji se izlazak nekoliko puta odgađao, prvo zbog Bojanovih problema sa sinusima, pa zbog loše političke situacije u Srbiji (veljača 2008.), zbog koje je čak Bojan morao izbaciti jednu pjesmu s albuma, koji je konačno izašao u svibnju 2008., ovog puta u izdanju Gold produkcije, koji su Bojanu ponudili najbolje uvjete, iako se Bojan nastavio pojavljivati i u Grandovim emisijama. Treći album pod imenom "Tika tak", donosi nove hitove: "Maki", "Čuvaj mi je, Bože moj" i "Jugić".

## Diskografija
| Slika | Album                   | Godina |
| ----- | ----------------------- | ------ |
|       | S prijateljima na sto   | 2005.  |
|       | Ko to tamo peva (album) | 2006.  |
|       | Tika tak                | 2008.  |